# São Sebastião (métro de Lisbonne)
Pour les articles homonymes, voir São Sebastião.
São Sebastião est une station du métro de Lisbonne sur la ligne bleue et la ligne rouge.